# قائمة الأعلام البحرينية
فيما يلي قائمة بالأعلام، واللافتات، والرايات المستخدمة في البحرين.

## العلم الوطني
| العلم | التاريخ                      | الاستخدام           | الوصف |
| ----- | ---------------------------- | ------------------- | --- |
|       | بداية من عام 2002م–حتى الآن  | علم البحرين         | العلم يتكون من لونين، الأحمر، ويقال أنه يرمز إلى المعارك، واللون الأبيض، ويرمز إلى السلام، مساحة اللون الابيض أقل من المساحة التي يشغلها اللون الأحمر، واللونان متداخلان من خلال مجموعة من المثلثات، والمقصود منها المثلات البيضاء وعددها خمسة، ويقال أنها ترمز لأركان الإسلام. |
|       | بداية من عام 2002م –حتى الآن | علم البحرين (عمودي) | |

## العلم الملكي
| العلَم | التاريخ                       | الاستخدام            | الوصف |
| ----- | ----------------------------- | -------------------- | --- |
|       | بداية من عام 2002م – حتى الآن | العلم الملكي للبحرين | يتماثل مع شكل العلم الوطني، ولكن مع وجود خطين أبيضين، وهما أمتداد للمساحة البيضاء من أعلى وأسفل اللون الأحمر،بالإضافة إلى وجود تاج ذهبي في أعلى يسار المساحة البيضاء. |

## الأعلام العسكرية
| العلَم | التاريخ                  | الاستخدام                                                 | الوصف |
| ----- | ------------------------ | --------------------------------------------------------- | --- |
|       | بداية من 1968م- حتى الآن | علم قوات الدفاع في البحرين                                | مساحة خضراء، وضع عليها العلم الوطني في الركن الأيسر العلوي، وفي المنتصف تقريبًا شعار قوات الدفاع، والذي يتضمن بداخلة شعار مملكة البحرين. |
|       | بداية من 1979م- حتى الآن | علم القوات البحرية الملكية البحرينية                      | عبارة عن مساحة زرقاء تحمل شعار القوات البحرية الملكية في المنتصف.                                                                       |
|       | بداية من 1977م- حتى الآن | علم سلاح الجو الملكي البحريني                             | مساحة رمادية، يتوسطها شعار القوات الجوية الملكية.                                                                                       |
|       | بداية من 1969م- حتى الآن | علم الجيش الملكي البحريني                                 | وهو يتماثل إلى حد بعيد مع علم قوات الدفاع البحرينية، مع اختلاف الشعار(هنا شعار الجيش الملكي) ودرجة الألوان.                             |
|       | بداية من 1968م- حتى الآن | علم الحرس الملكي البحريني                                 | مساحة حمراء، مع مثلث أخضر في الأعلى، وشعار الحرس الملكي في الوسط،. مكوب حته بالخط العربي عبارة "الحرس الملكي".                          |
|       | بداية من 1968م- حتى الآن | علم الخدمات الطبية الملكية التابعة لقوات الدفاع البحرينية | مساحة من اللون الأحمر الغامق تحمل شعار الخدمات الطبية الملكية في الوسط.                                                                 |
|       | بداية من 1997م- حتى الآن | علم الحرس الوطني البحريني                                 | عبارة عن مساحة خضراء تحمل شعار الحرس الوطني في الوسط.                                                                                   |

## أعلام المحافظات
| العلَم | التاريخ                    | الاستخدام             | الوصف                                             |
| ----- | -------------------------- | --------------------- | ------------------------------------------------- |
|       | بداية من 2002م– حتى الآن   | علم محافظة العاصمة    | مساحة بيضاء يتوسطها شعار محافظة العاصمة.          |
|       | بداية من 2002م– حتى الآن   | علم محافظة المحرق     | مساحة بيضاء يتوسطها شعار محافظة المحرق.           |
|       | بداية من 2002م– حتى الآن   | علم المحافظة الجنوبية | مساحة بيضاء يتوسطها شعار المحافظة الجنوبية.       |
|       | بداية من 2002م– حتى الآن   | علم المحافظة الشمالية | مساحة بيضاء تحمل شعار المحافظة الشمالية في الوسط. |
|       | بداية من 2002م، إلى 2014م. | علم المحافظة الوسطى   | مساحة بيضاء تحمل شعار المحافظة الوسطى في المنتصف. |

## الأعلام التاريخية

### تحت الحكم الفارسي
| العلم               | التاريخ                                        | الاستخدام                       | الوصف |
| فارس ما قبل الإسلام | فارس ما قبل الإسلام                            | فارس ما قبل الإسلام             | فارس ما قبل الإسلام |
| ------------------- | ---------------------------------------------- | ------------------------------- | --- |
|                     | بداية من 559 قبل الميلاد، وحتى 529 قبل الميلاد | راية الأمبراطورية الإخمينية     | ويسمى أيضًا ديرافاش صاحباز، وهو راية سيروس الكبير، مؤسس الامبراطورية الاخمينية. |
|                     | بداية من 225م، وحتى 651م                       | علم الأمبراطورية الساسانية      | يُسمى ديرافش كافياني، وهو العلم الأسطوري والتاريخي لإيران حتى نهاية الدولة الساسانية، والذي حسب رواية الفردوسي في الشاهنامة، ظهر هذا العلم مع انتفاضة كاوه الحداد ضد الملك الطاغية الضحاك وبداية الحكم. مملكة فريدون وسلالة البشداديين. |
| فارس ما بعد الإسلام |                                                |                                 | |
|                     | بداية من 945م، وحتى 1055م                      | لافتة سلالة بوييد               | |
|                     | بداية من 1002م، وجتى1031م                      | الراية الأولى للسلالة الغزنوية  | |
|                     | بداية من 1031م، وحتى 1186م.                    | الراية الثانية للسلالة الغزنوية | |
|                     | بداية من 1037م، وحتى 1194م                     | علم الامبراطورية السلجوقية      | مساحة زرقاء، يتوسطها نسر، موضوع عليه قوس رمي النبال. |
|                     | بداية من 1097م، وحتى 1231م                     | علم الامبراطورية الخوارزمية     | |
|                     | بداية من 1258م، وحتى 1432م                     | علم الايلخانات                  | مساحة ذهبية، يتوسطها مربع قرمزي |
|                     | بداية من 1384م، وحتى 1405م                     | علم الامبراطورية التيمورية      | |
|                     | بداية من 1405م، وحتى 1502م                     | علم الامبراطورية التيمورية      | |
|                     | بداية من 1502م، وحتى1521م                      | علم الدولة الصفوية              | |
|                     | بداية من 1602م، وحتى1736م                      | علم الدولة الصفوية              | |
|                     | بداية من 1736م، وحتى 1747م                     | راية نادر شاه                   | |
|                     | بداية من 1747م، وحتى1751م                      | علم الاسرة الافشارية            | |
|                     | بداية من 1751م، وحتى 1783م                     | علم اسرة الزند                  | |

### تحت الحكم العربي
| العلَم    | التاريخ                                        | الاستخدام                     | الوصف |
| الخلافة  | الخلافة                                        | الخلافة                       | الخلافة |
| -------- | ---------------------------------------------- | ----------------------------- | --- |
|          | بداية من 651م، وحتى 661م ومن 750م، حتى934م     | علم الخلافة الراشدة والعباسية | مساحة سوداء بسيطة |
|          | بداية من661م، وحتى 750م                        | علم الخلافة الأموية           | مساحة بيضاء بسيطة |
| الإمارات |                                                |                               | |
|          | بداية من 1417م، 1520م                          | علم إمارة الجبريين            | مساحة حمراء، عليها شعار أبيض في المنتصف مكتوب عليه عبارة "لا إله إلا الله محمد رسول الله" باللون الأبيض.                              |
|          | بداية من 1727م، وحتى 1818م ومن 1822م، حتى1891م | علم إمارة الدرعية وإمارة نجد  | مساحة خضراء تجاورها مساحة بيضاء صغيرة ناحية اليمين، وقد كتب على المساحة الخظراء عبارة "لا إلة إلا الله محمد رسول الله" باللون الأبيض. |

### تحت الحكم البرتغالي
| العلَم            | التاريخ                     | الاسخدام                      | الوصف                                                                           |
| مملكة البرتغال   | مملكة البرتغال              | مملكة البرتغال                | مملكة البرتغال                                                                  |
| ---------------- | --------------------------- | ----------------------------- | ------------------------------------------------------------------------------- |
|                  | بداية من 1508م، وحتى 1521م  | علم مملكة البرتغال            | مساحة بيضاء مع شعار النبالة الملكي في المنتصف.                                  |
|                  | بداية من 1521م، 1578م       | علم مملكة البرتغال            | مساحة بيضاء مع شعار النبالة الملكي في المنتصف.                                  |
|                  | بداية من 1578م، وحتى 1640م  | علم مملكة البرتغال            | مساخة بيضاء مع شعار النبالة الملكي في المنتصف.                                  |
|                  | بداية من 1616مـ، وحتى 1640م | علم مملكة البرتغال (مفترض)    | مساحة بيضاء مع شعار النبالة الملكي في المنتصف.                                  |
|                  | بداية من 1640م، وحتى 1650م  | علم مملكة البرتغال            | مساحة بيضاء مع شعار النبالة الملكي في المنتصف.                                  |
| الاتحاد الإيبيري |                             |                               |                                                                                 |
|                  | بداية من 1580م، وحتى 1640م  | علم الاتحاد الإيبيري          | صليب أحمر يشبه فرعين متقاطعين ومقطوعي الأطراف تقريبًا (معقودين) على مساحة بيضاء. |
|                  | بداية من 1580م، وحتى 1640م  | علم نبالة الاتحاد الإيبيري    | شعارات النبالة لبيت النمسا (مع شعارات البرتغال ).                               |
|                  | بداية من 1580م، وحتى 1640م  | العلم الملكي للاتحاد الإيبيري | حقل أحمر مع الأسلحة الملكية في الوسط.                                           |

### تحت الحكم العماني
| العلَم | التاريخ                    | الاستخدام                 | الوصف                                                                                                   |
| ----- | -------------------------- | ------------------------- | --- |
|       | بداية من 1670م، وحتى 1783م | علم إمامة عمان            | مساحة بيضاء، مع وجود الشعار في الركن وهو عبارة عن سيفين متقاطعين بينهما خنجر                            |
|       | بداية من 1696م، وحتى 1783م | علم الامبراطورية العمانية | مساحة من اللون الأبيض، يتوسطها سيف من اللون الأحمر، مكوب تحته عبارة "نصر من الله وفتح قريب" بذات اللون. |

### البحرين المستقلة
| العلَم                  | التاريخ                    | الاستخدام              | الوصف                                                                                     |
| ما قبل الحكم البريطاني | ما قبل الحكم البريطاني     | ما قبل الحكم البريطاني | ما قبل الحكم البريطاني                                                                    |
| ---------------------- | -------------------------- | ---------------------- | ----------------------------------------------------------------------------------------- |
|                        | بداية من 1783م، وحتى 1820م | علم البحرين            | مساحة بسيطة من اللون الأحمر                                                               |
|                        | بداية من 1820م، إلى 1861م  | علم البحرين            | مساحة كبيرة من اللون الأحمر، يجاورها مساحة صغيرة من اللون الأبيض.                         |
| ما بعد الحكم البريطاني |                            |                        |                                                                                           |
|                        | بداية من 1971م، إلى 1972م  | علم البحرين            | مساحة بيضاء تتداخل مع مساحة حمراء أكبرمن خلال ثمانية وعشرين مثلثًا أبيض على شكل نمط متعرج. |
|                        | بداية من 1972م، إلى 2002م  | علم البحرين            | مساحة بيضاء صغيرة متداخلة مع مساحة حمراء من خلال ثمانية مثلثات بيضاء على شكل نمط متعرج.   |

### تحت الحكم البريطاني
| العلَم | التاريخ                    | الاستخدام              | الوصف |
| ----- | -------------------------- | ---------------------- | --- |
|       | بداية من 1861م، وحتى 1971م | علم المملكة المتحدة    | تركيب علمي إنجلترا واسكتلندا مع علم القديس باتريك (الذي يمثل أيرلندا ).                                          |
|       | بداية من 1880م، وحتى 1947م | علم الهند البريطانية   | راية حمراء تحمل علم الاتحاد في الركن، مشوهة بشعار نجمة الهند المعروض على الغلاف.                                 |
|       | بداية من 1968م، وحتى 1971م | علم مجلس عُمان المتصالح | علم ثلاثي الألوان أفقي من الأحمر والأبيض والأحمر مع نجمة خضراء ذات سبعة رؤوس في المنتصف.                         |
|       | بداية من 1861م، وحتى 1932م | علم البحرين            | مساحة من اللون الأحمر(يشغل المساحة الأكبر)، واللون الابيض (مساحنه صغيرة لجد ما).                                 |
|       | بداية من 1932م، إلى 1971م  | علم البحرين            | يتماثل كثيرًا مع العلم الوطنى للبحرين، ولكن بدلاً من خمسة مثلثاث، هناك ثمانية وعشرين مثلثًا أبيض على شكل نمط متعرج. |